# 1er régiment d'officiers du général Markov
Le premier régiment d’officiers du général Markov est la première unité militaire de l’armée des volontaires ayant reçu le nom d’un des fondateurs du mouvement blanc dans le sud de la Russie, le lieutenant-général d’état-major Sergueï Markov.

## Histoire

### Formation
La formation du régiment, le 17 novembre 1917, correspond à la visite de l’hôpital militaire no 2, rue barotchnaïa, de Novotcherkassk par Mikhail Alekseïev. Cette visite fut le point de départ de la création d’une compagnie d’officiers.

### 1918
Dès le début de la première campagne du Kouban à la stanitsa Olguinskaïa l’armée des volontaires fut restructurée en fusionnant diverses petites formations. Le 12 février 1918 fut formé le régiment à partir des 1er, 2e et 3e bataillons d’officiers, de la division de cavalerie d’assaut du Caucase, d’unités de la 3e école d’aspirants de Kiev et des compagnies d’officiers de Rostov et de marine. Par la suite le régiment reçut le nom de son premier commandant, le général Markov. Il comptait initialement 4 compagnies, une équipe de transmissions et de sapeurs avec 13 mitrailleuses. À la mi-mars 1918 le bataillon des junkers devint le second bataillon du régiment (5e et 6e compagnies).
Pendant la campagne de glace, à la mi-mars 1918, le régiment fut intégré à la première brigade d’infanterie, commandée par le général Markov. Le 27 mai il obtint le nom de premier régiment d’officiers.
Le 25 juin 1918 le général Markov, commandant alors la première division d’infanterie de l’armée des volontaires, tomba lors des combats pour la halte ferroviaire de Chablievka. Lors de l’appel le commandant du régiment colonel N. Timanovski déclara :
« Désormais chaque homme du régiment portera le nom de son premier commandant. Le général Markov n’est plus parmi nous mais il vivra dans nos cœurs et nous mènera invisiblement, nous dirigera. Nous perpétuerons le souvenir de son amour sacrificatoire de la patrie, son esprit inébranlable, ses actions, de l’exemple qu’il nous a donné. Dans les rangs du régiment qui porte son nom nous remplirons notre devoir avec la conviction entière que la Russie de nouveau sera grande, unie et indivisible. Pour renforcer notre lien spirituel avec notre chef la fête du régiment sera célébré le jour de son saint patron saint Serge de Radonège, le 25 septembre. »
À partir de là sur les pattes d’épaule noires du régiment fut ajouté le monogramme du général, « М », et pour la première compagnie le monogramme « Г. М. » pour « Général Markov ».

### 1919

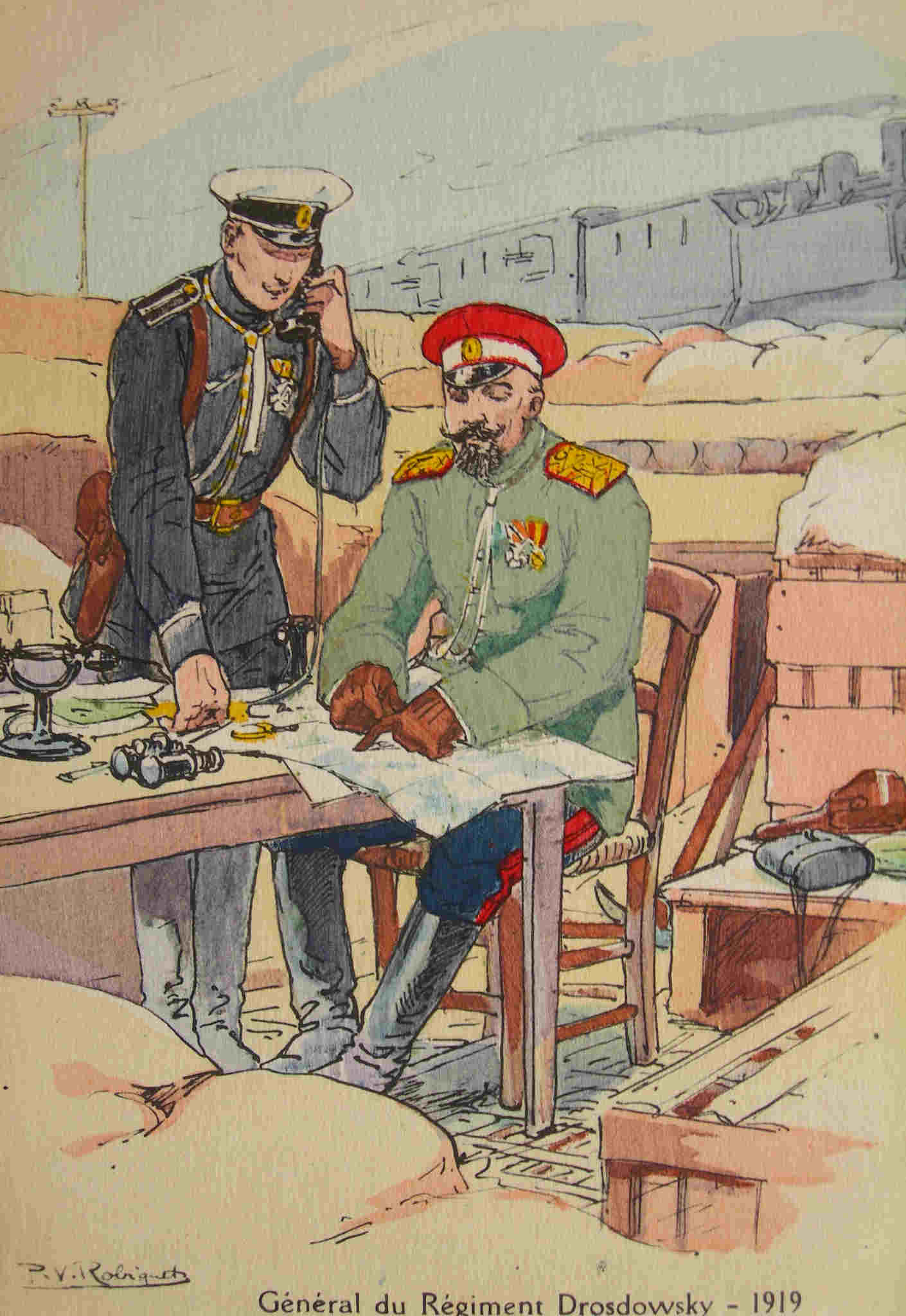
Le général Alexandre Koutepov en uniforme de drozdovski et son adjudant en uniforme du régiment de Markov

Le 16 octobre 1919 fut formé le 3e régiment d’officiers du général Markov à Kharkov sur la base de la 9e compagnie d’officiers du 1er régiment. Par décret du commandement général des Forces Armées du Sud de la Russie le 27 octobre 1919 la première division d’infanterie, dans laquelle se trouvaient les trois régiments de Markov, fut divisée pour former d’une part la division d’assaut de Kornilov et, d’autre part, la division d’infanterie d’officiers du général Markov. Celle-ci comportait également la brigade d’artillerie du général Markov, formée le 28 octobre 1919 à partir de la première brigade d’artillerie, et la 1re compagnie du génie du général Markov. Du printemps à l’automne 1919 ont existé des bataillons de réserve de la division du général Markov, un dans chaque régiment, mais ils furent dissous au début de l’année 1920. C’est avec ces unités que la division entra dans le premier corps d’armée.

### 1920
Le 31 décembre 1919 dans le cadre de la retraite des forces armées du sud de la Russie la division du général Markov se trouva encerclée dans le Donbass dans le village de Alekseievo-Leonovo et perdit les deux tiers de ses effectifs. Après la reconstitution de ses effectifs en janvier 1920 elle put tenir les défenses sud de Rostov-sur-le-Don mais en reculant plus loin dans le Kouban l’armée de Dénikine subit une nouvelle défaite le 29 février à la stanitsa Olginskaïa, à la suite de quoi le 1er mars la division fut transformée en régiment. Son commandant était le colonel A. N. Bleich.
Avant l’évacuation des « Markovtsy » de Novorossiïsk vers la Crimée, le 26 mars 1920, la division fut reconstituée. En Crimée elle fut intégrée au 1er corps d’armée. Le 11 mai 1920 après que les forces armées du sud de la Russie aient été renommées Armée Russe la division d’officiers du général Markov fut appelée division d’infanterie du général Markov (le terme d’officiers disparaissant aussi de ses composantes). En été 1920 des bataillons de réserve furent de nouveau créés. Dans le cadre du premier corps d’armée la division de Markov participa aux combats dans le nord de la Tauride et en Transdnieprie. Lors des derniers combats les Markovtsy, ne recevant pas le soutien des Drozdovtsy, commencèrent à se retirer. Le général-major Tretiakov se suicida. Une brigade des 1er et 3e régiments d’infanterie du général Markov sous la direction du colonel Sagaïdatchni participa aux derniers combats de l’armée russe en Crimée en novembre 1920.
Début novembre 1920 la division fut évacuée de Crimée avec les autres unités de l’armée russe. Le 27 novembre à Gallipoli les restes de la division furent reversés dans le régiment du général Markov et sa division d’artillerie. Pour les hommes du régiment en exil fut institué une décoration en forme de croix de Malte noire avec un liseré fin blanc et au centre un rectangle noire à diagonales blanches entourée d’une couronne d’épine, sur les branches se trouve la date : « 12 », « фев » (février), « 19 », « 18 ».
En 1922, après le transfert en Bulgarie l’unité cessa d’exister comme formation militaire.

## Uniforme
Les couleurs du régiment symbolisent la mort pour la patrie (noir) et la renaissance de la patrie (blanc).
Casquette à carre blanche (liseré noir) et bandeau noir (liseré blanc), pattes d’épaules noires à liseré blanc orné de la lettre blanche « М ». Vareuse noire à liseré blanc, culotte noire à liseré blanc.

## Commandants du régiment
- Lieutenant général S. L. Markov (12 février — mi-mars 1918)
- Général major A. A. Borovski (mi-mars — 20 avril 1918)
- Colonel N. N. Dorochevitch (20-21 avril 1918)
- Colonel Prince I. K. Khovanski (21-27 avril 1918)
- Colonel N. S. Timanovski (27 avril — octobre 1918)
- Général-major N. N. Khodakovski (octobre 1918)
- Colonel Narkévitch (par intérim, octobre — 19 novembre 1918)
- Colonel V. I. Heidemann (19-27 novembre 1918)
- Colonel D. N. Salnikov (27 novembre 1918 — mars 1919)
- Colonel A. N. Bleïch (mars 1919 — mi-février 1920)

## Commandants de la division
- Général-major N. S. Timanovski
- Colonel A. G. Bittenbinder
- Lieutenant-général P. G. Kantserov
- Colonel A. N. Bleïch
- Général-major N. A. Tretiakov
- Général-major M. A. Pechnia (à Gallipoli)

(par intérim — colonel V. P. Machine, général-major V. V. von Manstein)